# Henri Gambart
Pour les articles homonymes, voir Gambart.
Henri Joseph François Anus dit Henri Gambart, né le 21 avril 1877 à La Fère (Aisne) et mort le 5 avril 1935 à Paris 10e, est un auteur dramatique, réalisateur et parolier français.

## Biographie
Henri Gambart a notamment réalisé pour Pathé Frères des films comiques dans les années 1910.

## Théâtre
Henri Gambart a écrit de nombreuses comédies, très souvent en collaboration, notamment avec Georges Krier, Raoul Anquin, Georges Carpentier, Alin Monjardin, Maurice Mérall, Maurice Motet, Fernand Castello et Hippolyte Pichon.
(liste partielle )
- 1904 : La Pupille du charcutier, vaudeville en 1 acte
- 1905 : Baduquet n'est pas ridicule !, vaudeville en 1 acte
- 1905 : Une belle-mère à condition, vaudeville en 1 acte
- 1905 : O. N. P. D. B. ? (On N'est Pas De Bois), vaudeville en 1 acte
- 1905 : Les Soucis de la paternité, comédie en 1 acte, avec Maurice Motet
- 1905 : Les Poissons rouges, vaudeville en 1 acte, avec Hippolyte Pichon
- 1905 : Trougnol est un modeste, comédie bouffe en un acte (9 juin)
- 1905 : Les Bottes du commandant, vaudeville en 1 acte, avec Maurice Mérall, au Concert du XXe siècle (9 décembre)
- 1906 : Le Doigt mouillé : vaudeville en un acte
- 1906 : Plaquage en règle, vaudeville-opérette en 2 actes et 3 tableaux, avec Raphaël Mayet, musique de Marcel Ray, au théâtre de la Fauvette (13 avril)
- 1907 : le Costeau, vaudeville en 1 acte, avec Georges Carpentier, à l'Eden-Concert (8 mars)
- 1907 : Les Chevaliers débrouillards, vaudeville en 1 acte, avec Georges Carpentier
- 1907 : Madame la Major ! bouffonnerie militaire en 1 acte, avec Georges Carpentier
- 1907 : La Bataille de Marengo, bouffonnerie en 1 acte, avec H. Hébert
- 1908 : Victime de l'amour ! ou Victime de l'Aramon ! vaudeville en 1 acte, avec Georges Carpentier
- 1908 : Cours de maintien, vaudeville en 1 acte
- 1908 : Les Filles de l'hôte, bouffonnerie militaire en 1 acte
- 1909 : La Lanterne rouge, comédie-bouffe en 1 acte, avec Raoul Anquin et Georges Krier
- 1910 : Panard !, vaudeville militaire en 1 acte, avec Alin Monjardin, au théâtre de la Pépinière (septembre)
- 1911 : Connais-tu l'amour ?, comédie-bouffe en 1 acte
- 1911 : Loupette et Pupinet, folie militaire en 1 acte, avec Alin Monjardin, au théâtre de la Fauvette (7 octobre)
- 1912 : Une maîtresse fidèle, bouffonnerie militaire en 1 acte
- 1912 : Perpétue, bouffonnerie militaire en 1 acte
- 1913 : La Nounou d'Octave, avec Raoul Anquin
- 1913 : Rompez, mon gendre ! vaudeville militaire en 1 acte
- 1913 : Zouzou, comédie-bouffe en 1 acte
- 1920 : Le Mannequin d'amour, sketch nocturne en 1 acte et 2 tableaux, avec Fernand Castello, au théâtre de la Gaîté-Rochechouart (15 avril)
- 1936 : Joseph, voyez terrasse !, comédie gaie en un acte, avec Albert Verse

## Filmographie
- 1907 : Les Débuts d'un canotier (son premier film)
- 1908 : Boireau apprenti architecte / L'Apprenti architecte
- 1909 : Idylle d'un jour
- 1909 : L'Homme-singe
- 1909 : Le Noël de Monsieur Leputois
- 1911 : Permission de la journée
- 1911 : Soir de première
- 1911 : Deux amoureux flegmatiques
- 1911 : Le Fusil de Little Moritz
- 1911 : L'Habit de Little Moritz
- 1911 : Little Moritz enlève Rosalie
- 1911 : Little Moritz aime Rosalie
- 1911 : Little Moritz et le papillon
- 1911 : Little Moritz, les confitures et l'autruche
- 1911 : Little Moritz n'aime pas sa bonne
- 1911 : Little Moritz, reporter photographe
- 1911 : Little Moritz est trop petit
- 1911 : Le Binocle de Little Moritz
- 1912 : Little Moritz épicier
- 1912 : Le Premier duel de Fouinard
- 1912 : Le Fluide de Fouinard
- 1912 : Fouinard va dans le monde
- 1912 : Fouinard n'est pas syndicaliste
- 1912 : Les Escapades de Pépita
- 1912 : Boireau au harem
- 1913 : Les Incohérences de Boireau
- 1913 : Boireau bonhomme de pain d'épice
- 1913 : Boireau enlève la bohémienne
- 1913 : L'Oncle autophobe
- 1913 : Cissy spirite
- 1913 : Cissy entre gras et maigre
- 1913 : Cissy guérit la goutte
- 1913 : Le stratagème de Cissy
- 1914 : Cissy bonne vendeuse
- 1914 : Caza est un fâcheux convive
- 1915 : La Revanche de Bébé
- 1915 : Le Double divorce
- 1915 : Pour ses fleurs
- 1916 : Le Mouchoir de dentelle
- 1916 : Les Deux malles
- 1916 : Curiosité amoureuse
- 1916 : Soupçon en miniature
- 1916 : Ayez donc des amis
- 1916 : Une partie de pêche
- 1916 : La Croisière
- 1916 : Une réception charmante
- 1916 : Un cadeau qui tombe du ciel
- 1916 : Prête-moi ta garçonnière
- 1916 : Monsieur a la passion du jacquet
- 1916 : Les tracas d'un mari
- 1916 : Les Caprices de Madame
- 1917 : Les Pralines en balade
- 1917 : Madame est de la revue
- 1917 : Pour les beaux yeux de la danseuse
- 1917 : Pour rompre avec Héloïse
- 1917 : Pour l'amour de la Senora
- 1917 : Le Bouquet de rupture
- 1917 : Le Nouveau Pacha (son dernier film)

## Distinctions
- Officier d'Académie (arrêté du ministre de l'Instruction publique et des Beaux-arts du 31 décembre 1909)[7]